# Sternotherus carinatus
Espèce
Synonymes
- Aromochelys carinata Gray, 1856
- Ozotheca triquetra Agassiz, 1857

Statut de conservation UICN

 LC  : Préoccupation mineure
Sternotherus carinatus est une espèce de tortues de la famille des Kinosternidae.

## Répartition
Cette espèce est endémique des États-Unis. Elle se rencontre en Alabama, en Arkansas, en Louisiane, au Mississippi, en Oklahoma et au Texas.

## Description

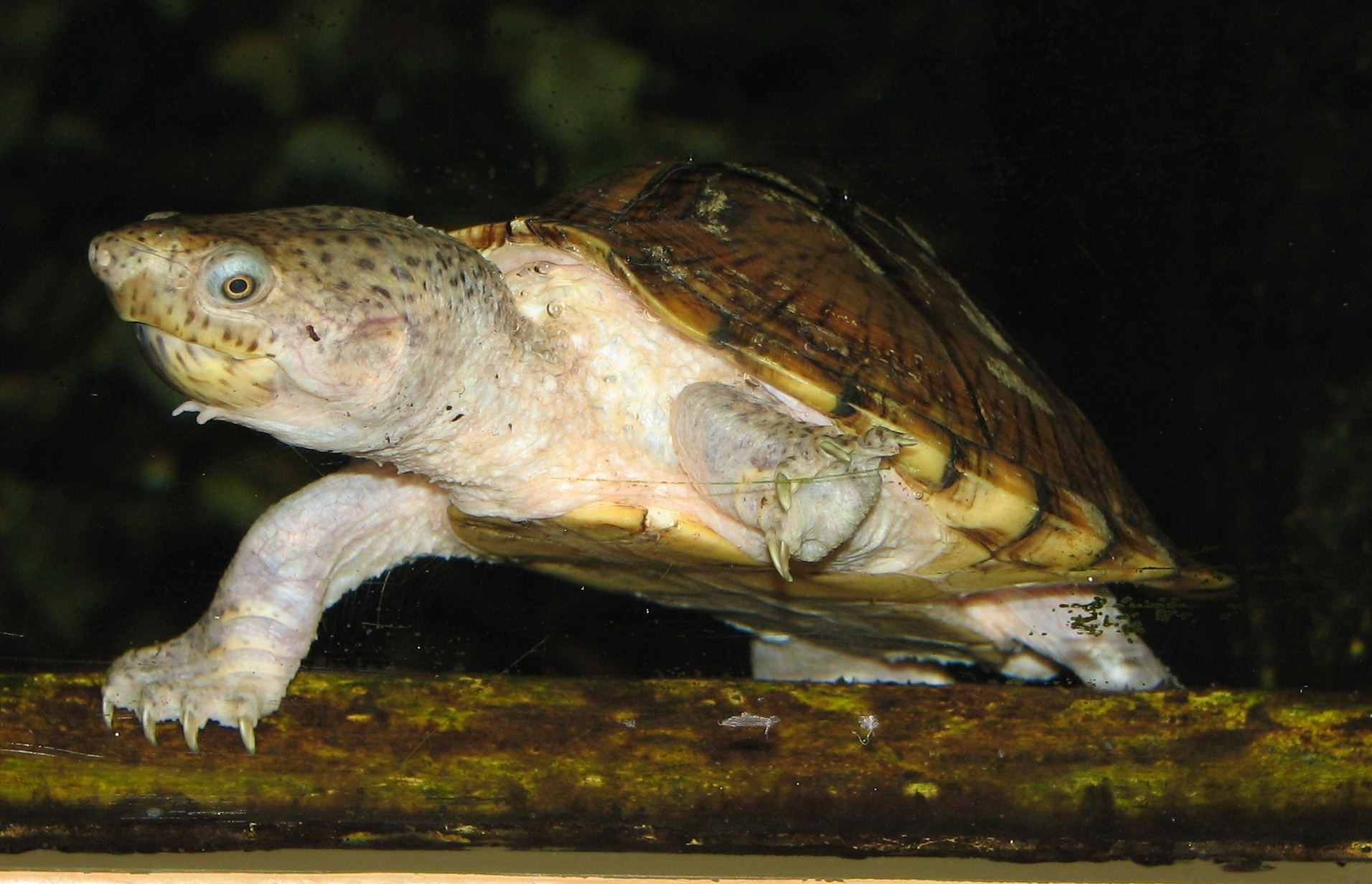

En latin, carinatum veut dire "caréné", en référence à la forme "en toit" de cette espèce. Cette tortue ne dépasse pas 160 mm et se caractérise par une carène vertébrale très prononcée. La dossière peut former un angle à 100 degrés. Il n'y a pas de carènes latérales chez les adultes.
Les écailles vertébrales sont imbriquées et leur partie arrière recouvre bien l'avant de l'écaille suivante. Les marginales sont moyennement dentelées. La dossière est brun clair à orangé, chaque écaille étant bordée d'une ligne fine et noire et ornée de stries sombres qui s'estompent avec l'âge.
Le plastron est moyennement développé et dépourvu d'écailles gulaires. Il ne comporte que 10 plaques, alors que les Kinosternon en possèdent 11. Une charnière peu visible et peu développée se situe entre les pectorales et les abdominales. Les sutures sont recouvertes de bandes cutanées assez larges. La couleur du plastron va du rose à l'orangé chez les jeunes, pour devenir jaune sombre à brun parfois strié de sombre chez les vieux individus. L'encoche anale est très peu marquée.
La peau de la tête est constellée de petits points noirs circulaires. Les mâchoires sont striées de noir. Le bec supérieur est légèrement crochu. Le nez est tubulaire. Les orbites sont noires cerclées de clair. Une paire de barbillons est visible sous le menton. Les pattes sont brun clair, tachées de points noirs. Les griffes sont au nombre de cinq à l'avant et de quatre à l'arrière, et les palmures bien visibles. Seuls les mâles possèdent un ongle corné au bout de la queue et des écailles rugueuses à l'intérieur des cuisses.
Les jeunes présentent trois carènes dorsales, et l'imbrication des écailles vertébrales est plus forte que chez les adultes. Leur coloration est également plus marquée. Ils pèsent environ 4 g à la naissance

## Publication originale
- Gray, 1856 "1855" : On some New Species of Freshwater Tortoises from North America, Ceylon and Australia, in the collection of the British Museum. Proceedings of the Zoological Society of London, vol. 23, p. 197-202 (texte intégral).